# HD 83368
HD 83368 (HR 3831) är en dubbelstjärna i den mellersta  delen av stjärnbilden Seglet, som också har variabelbeteckningen IM Velorum. Den har en kombinerad skenbar magnitud av ca 6,18 och är mycket svagt synlig för blotta ögat där ljusföroreningar ej förekommer. Baserat på parallax enligt Gaia Data Release 2 på ca 14,0 mas, beräknas den befinna sig på ett avstånd på ca 233 ljusår (ca 71 parsek) från solen. Den rör sig närmare solen med en heliocentrisk radialhastighet på ca -4 km/s.

## Egenskaper
Primärstjärnan HD 83368 A är en vit till blå stjärna i huvudserien av spektralklass A8 V, som är kemiskt speciell och visar fläckar med ökande koncentration av litium, europium och syre. Den har en massa som är ca 1,8 solmassor, en radie som är ca 2 solradier och har ca 12 gånger solens utstrålning av energi från dess fotosfär vid en effektiv temperatur av ca 7 700 K. Stjärnan har ett enda men starkt förvrängt dipolpulseringsläge med en frekvens på  μHz och är en snabbt pulserande Ap-stjärna. Den har ett enda men starkt förvrängt dipolpulseringsläge med en frekvens på 1 427 μHz.
HD 83368 är en dubbelstjärna med en projicerad separation på 3,29 bågsekunder och identifierades som sådan år 2002 Den har ett enda men starkt förvrängt dipolpulseringsläge med en frekvens på 1 427 μHz.